# Weir (Mississippi)
Weir è una città (town) degli Stati Uniti d'America, situata nella contea di Choctaw, nello Stato del Mississippi.